# Gare de Laruns - Eaux-Bonnes
La gare de Laruns - Eaux-Bonnes était la gare ferroviaire française terminus de la ligne de Buzy à Laruns-Eaux-Bonnes-Les Eaux-Chaudes, située sur le territoire de la commune de Laruns, à proximité d'Eaux-Bonnes et des Eaux-Chaudes, dans le département des Pyrénées-Atlantiques en région Nouvelle-Aquitaine. 
Elle est mise en service en 1883 par la Compagnie des chemins de fer du Midi et du Canal latéral à la Garonne. Elle est fermée par la Société nationale des chemins de fer français (SNCF) en 1971.

## Situation ferroviaire
Établie à 506 m d'altitude, la gare de Laruns était le terminus au point kilométrique (PK) 254,075 de la ligne de Buzy à Laruns-Eaux-Bonnes-Les Eaux-Chaudes.

## Histoire
La gare de Laruns est mise en service par la Compagnie des chemins de fer du Midi et du Canal latéral à la Garonne le 30 juin 1883.

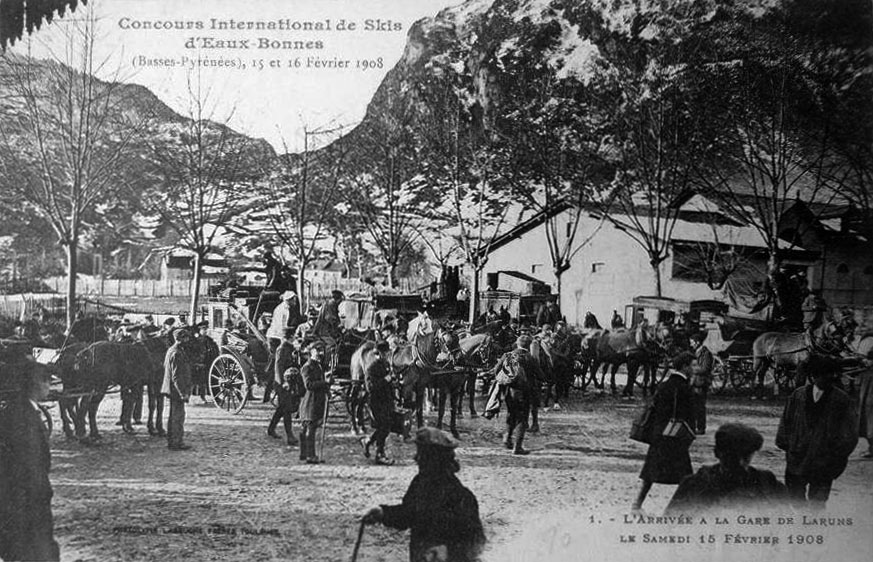
Samedi 15 février 1908, à la gare de Laruns, arrivée pour le concours international de skis d'Eaux-Bonnes.

La ligne de Buzy à Laruns est fermée au trafic des voyageurs le 2 mars 1969. Le tronçon d'Arudy à Laruns est déclassé le 26 juillet 1973.
En 2011, la gare n'a plus de voies ferrées. Seul le bâtiment voyageurs, avec sa halle à marchandises accolée, est toujours existant sur le site.

## Service des voyageurs
Gare fermée et désaffectée.